# Stupeň B1051 Falconu 9
Stupeň B1051 Falconu 9 je první stupeň rakety Falcon 9 vyráběné společností SpaceX, jedná se o šestý exemplář verze Block 5. Poprvé tento první stupeň letěl v březnu 2019, kdy vynášel kosmickou loď Crew Dragon, jednalo se o její první testovací let DM-1. Po odpojení druhého stupně s lodí přistál první stupeň na ASDS Of Course I Still Love You.
Tento stupeň byl první s vylepšenými nádržemi COPV, ve kterých je uloženo helium, které se používá pro tlakování nádrží s palivem. S vývojem těchto nádrží se začalo po nehodě se satelitem Amos-6, kdy závada na těchto nádržích způsobila zničení rakety, nákladu i silné poškození rampy SLC-40. První statický zážeh stupně proběhl na konci října 2018 na základně McGregor.
V dubnu 2019 se stupeň nacházel v hale HIF u rampy LC-39A. Podruhé byl použit při misi Radarsat Constellation, která startovala z rampy SLC-4E na západě USA.
Potřetí letěl tento stupeň v lednu 2020, kdy vynášel třetí várku ostrých družic Starlink a počtvrté letěl v dubnu 2020 a vynesl šestou várku družic Starlink.
Pošesté letěl v říjnu 2020, kdy vynesl třináctou várku družic Starlink. Posedmé letěl v prosinci 2020, kdy vynesl telekomunikační družici Sirius XM-7. Poprvé tak letěl šestkrát použitý stupeň pro platícího zákazníka.
Poosmé letěl 20. ledna 2021, kdy vynesl další várku družic Starlink a překonal hned 2 rekordy. A to v rychlosti znovupoužití, kdy stupeň letěl znovu po 37 dnech (předchozí rekord byl 51 dní a držel ho stupeň B1058), a také v počtu letů, kdy tento stupeň jako první letěl poosmé.
Devátý let proběhl 14. března 2021, kdy bylo vyneseno 60 družic Starlink.
Jubilejní 10. let tohoto stupně proběhl 9. května 2021. Stupeň se stal prvním, který absolvoval 10 letů a úspěšně přistál na plovoucí mořské plošině.
Během jedenáctého letu 18. prosince 2021 vynesl 52 družic Starlink, stal se prvním stupněm, který absolvoval jedenáct úspěšných startů a přistáních. Dvanáctý let tohoto stupně proběhl 19. března 2022 a bylo vyneseno 53 družic Starlink. Stupeň se stal prvním stupněm se dvanácti lety a dvanácti přistáními. Během třináctého startu vynášel opět družice Starlink. Během posledního čtrnáctého letu vynesl dvě telekomunikační družice Galaxy pro společnost Intelsat, během této mise nebyl proveden pokus o záchranu.

## Historie letů
| Číslo použití | Datum startu (UTC) | Let číslo | Doba mezi starty | Náklad                  | Start                                    | Místo startu | Přistání | Místo přistání | Poznámky |
| ------------- | ------------------ | --------- | ---------------- | ----------------------- | ---------------------------------------- | ------------ | -------- | -------------- | -------- |
| 1             | 2. března 2019     | 69        | —                | Crew Dragon Demo 1      |                                          | KSC LC-39A   |          | OCISLY         |          |
| 2             | 12. června 2019    | 72        | 102 dní          | Radarsat Constellation  |                                          | VAFB SLC-4E  |          | LZ-4           |          |
| 3             | 29. ledna 2020     | 80        | 231 dní          | Starlink v1-3           |                                          | CCAFS SLC-40 |          | OCISLY         |          |
| 4             | 22. dubna 2020     | 84        | 84 dní           | Starlink v1-6           | odkazCommons:Category:Falcon_9_Flight_84 | KSC LC-39A   |          | OCISLY         |          |
| 5             | 7. srpna 2020      | 90        | 107 dní          | Starlink v1-9           |                                          | KSC LC-39A   |          | OCISLY         |          |
| 6             | 18. října 2020     | 95        | 72 dní           | Starlink v1-13          |                                          | KSC LC-39A   |          | OCISLY         |          |
| 7             | 13. prosinec 2020  | 102       | 56 dní           | Sirius XM-7             |                                          | CCAFS SLC-40 |          | JRTI           |          |
| 8             | 20. ledna 2021     | 105       | 38 dní           | Starlink v1-16          |                                          | KSC LC-39A   |          | JRTI           |          |
| 9             | 14. března 2021    | 111       | 53 dní           | Starlink v1-21          |                                          | KSC LC-39A   |          | OCISLY         |          |
| 10            | 9. květen 2021     | 117       | 56 dní           | Starlink v1-27          |                                          | KSC LC-39A   |          | JRTI           |          |
| 11            | 18. prosince 2021  | 132       | 228 dní          | Starlink v1.5-L4-4      |                                          | VAFB SLC-4E  |          | OCISLY         |          |
| 12            | 19. března 2022    | 145       | 91 dní           | Starlink v1.5-L4-12     |                                          | CCAFS SLC-40 |          | JRTI           |          |
| 13            | 17. července 2022  | 165       | 120 dní          | Starlink v1.5-L4-22     |                                          | CCAFS SLC-40 |          | JRTI           |          |
| 14            | 12. listopadu 2022 | 185       | 118 dní          | Intelsat Galaxy 31 & 32 |                                          | CCAFS SLC-40 |          | —              |          |